# Ducado del Palatinado-Neoburgo
El Palatinado-Neoburgo, también llamado Condado del Palatinado-Neoburgo o Ducado del Palatinado-Neoburgo (en alemán: Herzogtum Pfalz-Neuburg), era un antiguo territorio del Sacro Imperio Romano Germánico, fundado en 1505. Su capital era Neuburg an der Donau y su segunda ciudad Lauingen. Su superficie era de unos 2750 km², con una población de unos 100 000 habitantes.

## Historia

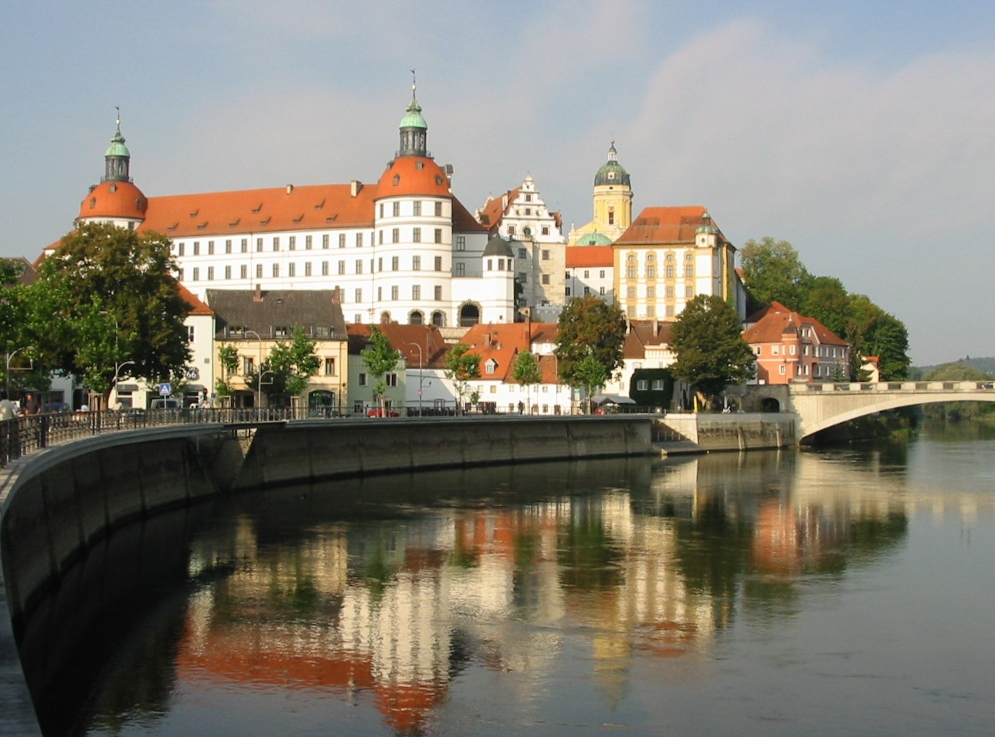
Castillo de Neoburgo, residencia de los condes palatinos de Neoburgo

El Ducado del Palatinado-Neoburgo fue creado en 1505 como resultado de la Guerra de Sucesión de Landshut y existió hasta 1799 o 1808. Después del llamado Kölner Spruch (Veredicto de Colonia), el Ducado fue creado de los territorios al norte del Danubio para Otón Enrique y Felipe, los hijos de Ruperto. Mientras fueron menores, su abuelo Felipe gobernó el Ducado hasta su muerte en 1508, seguido por Federico II. En 1557 Otón Enrique cedió el ducado (el así llamado "Joven Palatinado") a Wolfgang del Palatinado-Zweibrücken. El hijo mayor de Wolfgang, Felipe Luis, fundó en 1569 la línea mayor del Palatinado-Zweibrücken-Neoburgo, de donde fue separado el linaje del Palatinado-Sulzbach en 1614. El Palatinado-Neoburgo se unió a la Unión Protestante en 1608, abandonándola en 1614 por la conversión al catolicismo de Wolfgang Guillermo.
En 1800, el ducado fue invadido por Francia y el 26 de junio de 1800, los ejércitos de los Habsburgo, Wurtemberg y Baviera lucharon allí. Después de luchar durante casi un día, los ejércitos de la Coalición se retiraron. Neoburgo fue ocupado por los franceses y el general Ney estableció su cuartel general en el castillo que había allí.
El Ducado del Palatinado-Neoburgo fue abolido en 1808. En la partición de Baviera de 1837, Palatinado-Neoburgo fue unido a Suabia pero se convirtió en parte de la Alta Baviera en la década de 1970.

## Duques de Palatinado-Neoburgo
- Dos hermanos, primero bajo regencia de Federico II, Elector del Palatinado.
  - Otón Enrique, 1505-59 (Elector Palatino desde 1556).
  - Felipe, 1505-41.

### Casa del Palatinado-Zweibrücken-Neoburgo
- Wolfgang, 1559-69.
- Felipe Luis, 1569-1614.
- Wolfgang Guillermo, 1614-53 (convertido al catolicismo durante la Crisis de la sucesión de Juliers-Cléveris).[2]
- Felipe Guillermo, 1653-90 (también Elector Palatino desde 1685).
- Juan Guillermo, 1690-1716 (Elector Palatino desde 1690).
- Carlos Felipe, 1716-42 (Elector Palatino desde 1716).

Con la muerte del Elector Carlos Felipe en 1742 todos sus territorios incluyendo el estado del Palatinado-Neoburgo pasaron a la línea del Palatinado-Sulzbach de la dinastía Wittelsbach. Carlos Teodoro de la línea de Sulzbach era un descendiente de Augusto, Conde Palatino de Sulzbach, un hermano de Wolfgang Guillermo.

### Casa del Palatinado-Sulzbach
- Carlos Teodoro, 1742-99 (Elector Palatino desde 1742, Elector de Baviera desde 1777).

### Casa del Palatinado-Zweibrücken-Birkenfeld
- Maximiliano José, 1799-1808, (Elector de Baviera desde 1799).